# Chełmsko (przystanek kolejowy)
Chełmsko – przystanek kolejowy w Chełmsku, w województwie lubuskim, w Polsce.